# Amicrotrichomma orbitalis
Amicrotrichomma orbitalis är en tvåvingeart som beskrevs av Townsend 1927. Amicrotrichomma orbitalis ingår i släktet Amicrotrichomma och familjen parasitflugor. Inga underarter finns listade i Catalogue of Life.